# Марк Тиней Овиний Каст Пулхер
Марк Тиней Овиний Каст Пулхер (на латински: Marcus Tineius Ovinius Castus Pulcher; * 240 г.) е правнук на римския император Пупиен.
Син е на Луций Клодий Тиней Пупиен Бас и Оливия Патерна, дъщеря на Луций Овиний Пакациан и съпругата му Корнелия Оптата Аквилия Флавия. По бащина линия е внук на Тит Клодий Пупиен Пулхер Максим и Тинея. Правнук е по бащина линия на римския император Пупиен и Секстия Цетегила. По майчина линия е правнук на Квинт Тиней Сакердот (суфектконсул 192 г., консул 219 г.) и Волузия Лаодика, дъщеря на узурпатора от 175 г. Авидий Касий и Волузия Ветия Мециана. Баба му Тинея произлиза от висша благородна фамилия, вероятно от Volaterrae (Волтера) в Етрурия.
След 274 г. той е суфектконсул и понтифекс.